# Cyclopecten thalassinus
Cyclopecten thalassinus är en musselart som först beskrevs av Dall 1886.  Cyclopecten thalassinus ingår i släktet Cyclopecten och familjen Propeamussidae. Inga underarter finns listade i Catalogue of Life.